# Tóth Klaudia (labdarúgó)
Tóth Klaudia (Szombathely, 1981. április 8. –) labdarúgó, csatár. Jelenleg a Viktória FC labdarúgója.

## Pályafutása

### Klubcsapatban
2008 januárja óta a Viktóra FC labdarúgója. A 2009-es magyar kupa-győztes és a 2008–09-es idény bajnokcsapatának a tagja. Minden mérkőzésen csak csereként lépett pályára.

## Sikerei, díjai
- Magyar bajnokság
  - bajnok: 2008–09
  - 2.: 2007–08, 2009–10, 2010–11, 2011–12
  - 3.: 2012–13
- Magyar kupa
  - győztes: 2009, 2011